# Tafsir

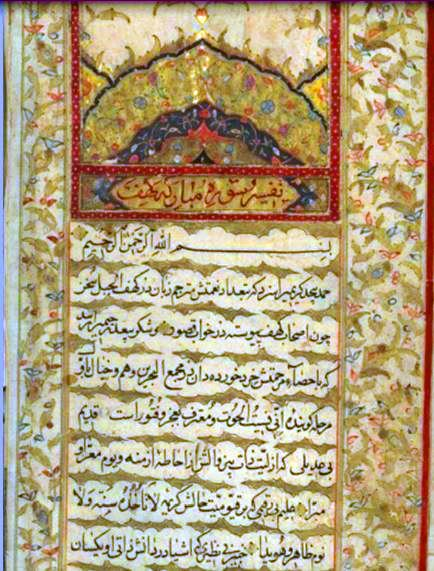
Tafsir surah Al-Kahf - Tarjamat al-Sultani por Muhammad Reza ibn Muhammad Mehdi ibn Muhammad Baqir al-Sabzevari known as Agha Muhammad al-Sultani comisionado por Sultán Hosein Safavi in 1703 (1115 A.H.). Biblioteca Central de Astan Quds Razavi Registered Number: 1461

El tafsir (en árabe: تفسير‎, romanizado: tafsīr) se refiere a la exégesis e interpretación, normalmente del Corán. El autor de un tafsir es llamado un mufassir  (en árabe: مُفسّر‎; plural: en árabe: مفسّرون‎, romanizado: mufassirūn). Un tafsir coránico trata de aportar aclaraciones, explicaciones, interpretaciones, contextos o comentarios para una clara comprensión y convicción de la voluntad de Dios.
Principalmente, un tafsir trata sobre temas de lingüística, jurisprudencia y teología. Desde el punto de vista de la perspectiva y el enfoque, el tafsir puede dividirse a grandes rasgos en dos categorías, a saber, el tafsir bi-al-ma'thur (lit. tafsir recibido), que se transmite desde los primeros tiempos del Islam a través del profeta islámico Mahoma y sus compañeros, y el tafsir bi-al-ra'y (lit. tafsir por opinión), al que se llega mediante la reflexión personal o el pensamiento racional independiente.
Cada uno de los tafsir tiene características y tradiciones diferentes que representan las respectivas escuelas y doctrinas, como el islam suní, el islam chií y el sufismo. También hay distinciones generales entre los tafsir clásicos, compilados por figuras de autoridad de la erudición musulmana durante las épocas de formación del Islam, y los tafsir modernos, que pretenden dirigirse a un público más amplio, incluido el pueblo en general.
Se origina después de la muerte del profeta Mahoma para ayudar a explicar el mensaje contenido en el Corán. Comenzando por un conocimiento avanzado de la lengua árabe, el tafsīr desarrolla un sistema de exégesis metódica del texto del Corán, avanzando verso por verso y algunas veces palabra por palabra.Ej.
Los primeros esfuerzos se apoyaron en el Hadiz, después se suscitaron unos tipos más dogmáticos del tafsīr. El trabajo más completo fue compilado por el académico medieval al-Tabari. Algunos musulmanes modernistas han empleado el tafsīr como un medio para ideas reformistas.

## Principios
El tafsir puede dividirse en dos categorías desde el punto de vista de la metodología utilizada para llegar a la interpretación. Estas categorías se llaman tafsīr bi'l-ma'thūr (en árabe التفسير بالمأثور) y tafsīr bi'r-ra'y (en árabe تفسير بالدراية).

### Tafsīrbi'l-ma'thūr
Tafsīr bi'l-ma'thūr, o comúnmente conocido como Tafsir bi'r-riwāyah, es el método de comentar por las fuentes tradicionales. Esto implica el uso de otra porción del Corán, o los dichos del Profeta Mahoma o sus compañeros. Este tipo del tafsir es acordado por todos los estudiosos musulmanes y es el método más utilizado durante toda la historia. 
La fuente más autorizada de la interpretación es el propio Corán. Una interpretación del Corán que incluye una referencia coránica es muy común debido a la interrelación de las suras del Corán entre sí.

### Tafsīrbi'r-ra'y
Tafsīr bi'r-ra'y, que también es conocido como tafsir bi'd-dirayah es el método de usar el propio razonamiento independiente y racional para formar una interpretación orientada a la opinión. Este tipo del tafsir crea una opinión más objetiva de las suras coránicas debido a la inclusión de las opiniones del estudioso. Ha sido considerado como sancionado por el propio Corán, como está escrito en la sura 38, verso 29:
Éste es el Libro bendito [el Sagrado Corán] que te revelamos [¡Oh, Muhammad!] para que mediten sobre sus preceptos, y recapaciten los dotados de intelecto.
Las opiniones deben basarse en las principales fuentes. Formar una interpretación coránica por solamente usar la propia opinión se cree que está prohibida por algunos musulmanes. El razonamiento independiente tiene los requisitos y condiciones varios que deben complirse. Algunos parámetros utilizados por los estudiosos musulmanes incluyen los recursos lingüísticos, fuentes históricas, y los conceptos metodológicos tal como el maqasid o el entorno sociocultural. Esos se tienen en cuenta para reconocer un tafsir justificado.